# オレクサンドル・ピブネンコ
オレクサンドル・セルヒオヴィチ・ピブネンコ (ウクライナ語: Олександр Сергійович Півненко、1986年～) は、ウクライナ国家親衛隊（NGU）准将で同隊の司令官（2023年7月8日以降）。また、2023年7月25日からは最高司令部の幕僚も務めている。2023年にウクライナ英雄を受章。

## 経歴
オレクサンドル・ピブネンコは1986年に軍人の家庭に生まれた。
強化された身体訓練を受けてクルィヴィーイ・リーフ・ライシアムを卒業し、ハリコフ戦車兵学校、ウクライナ国防大学校（作戦・戦術級）を卒業した。
キーウのウクライナ国家親衛隊のオメガ対テロ特殊部隊で勤務。
2011年時点で、第1特務旅団の特殊部隊および対テロ部隊の士官を務めていた。
2018年からNGUの東部作戦地域管区に所属。ピヴネンコはウクライナ東部での戦闘のため、2022年2月24日以降はロシアのウクライナ全面侵攻を撃退するため積極的に活動した。同年、第3特務旅団の司令官に任命された。
ハルキウの戦いやその郊外（特にハルキウ地区のクトゥジフカ村、マラ・ロハン村、ツィルクニ村）の解放及びドネツク州バフムート地区トレツク市付近の戦闘陣地の維持において勇敢さとプロフェッショナリズムを示した。オレクサンドル・ピヴネンコ大佐の指揮下で、第3旅団の兵士達は、戦車4両と1機のSu-25（パイロットは拘束された）、装甲戦闘車8両、ZU-23-2システム2門、車両22台、多連装ロケットシステム1両を含むロシア占領軍の人員と軍装備を大量に排除した。ピヴネンコは幾度となく民間人の避難を支援した。
2023年、NGUの東部作戦地域管区の司令官に任命された。
2023年7月8日、ウクライナ大統領令により、国家親衛隊司令官に任命された。

## 私生活
スポーツを好む。

## 賞
- ウクライナ英雄「金星勲章」 (2023年3月23日)[10]
- 勇敢勲章勲二等 (2022年4月30日)[11]
- 勇敢勲章勲三等 (2016年6月17日)[12]